# Trinycteris nicefori
Trinycteris nicefori е вид прилеп от семейство Американски листоноси прилепи (Phyllostomidae). Видът не е застрашен от изчезване.

## Разпространение
Разпространен е в Белиз, Боливия, Бразилия, Венецуела, Гватемала, Гвиана, Колумбия, Коста Рика, Мексико, Никарагуа, Панама, Перу, Суринам, Тринидад и Тобаго и Френска Гвиана.

## Описание
Теглото им е около 8,3 g.